# Jean Larose
Ne doit pas être confondu avec Jean La Rose.
Pour les articles homonymes, voir Larose.
 (février 2018).
Si vous disposez d'ouvrages ou d'articles de référence ou si vous connaissez des sites web de qualité traitant du thème abordé ici, merci de compléter l'article en donnant les références utiles à sa vérifiabilité et en les liant à la section « Notes et références ».
Jean Larose est né le 18 décembre 1948 à Salaberry-de-Valleyfield. Il a publié de nombreux essais, deux romans, des articles dans divers périodiques, a animé plusieurs émissions à la radio culturelle de Radio-Canada et enseigné la littérature au Département d’études françaises de l’Université de Montréal(maintenant Département des littératures de langue française).La philosophie, la psychanalyse et les théories littéraires teintent sa pensée et ses réflexions. À travers ses écrits, il s’interroge sur la modernité, le rôle de la littérature française, l’importance de la culture, la société québécoise et sa souveraineté ainsi que sur la pédagogie et l’éducation. Reconnu pour ses « analyses fouillées », pour la « virulence de ses critiques »qui lui valent aussi bien l’admiration des uns que la haine des autres, cet « essayiste de premier plan » a marqué le milieu intellectuel québécois des années 1980 et 1990. Qualifié par certains « d’intellectuel de haut vol », de « critique en Formule 1 »,« d’érudit » alors que d’autres ne voient en lui que prétention, pédanterie, arrogance, élitisme, Larose ne laisse personne indifférent. Ses publications ont d’ailleurs fait l’objet d’analyses et de discours savants.

## Biographie
JEUNESSE ET ANNÉES SOIXANTE-DIX
Après le cours classique au Séminaire-Collège de Valleyfield, où il a eu la chance de suivre les cours des professeurs Jean-Pierre Duquette, Marcel Brisebois et Jacques Lavigne, Jean Larose poursuit des études en lettres à l’Université de Montréal. Il est le premier étudiant à soumettre un projet de maîtrise en création littéraireaprès que Monique Bosco, sa directrice de mémoire, en eut fait adopter le principe auprès du Département d’études françaises. En 1975, il obtient une maîtrise pour son essai intitulé Seuil du sens et consumation de l’écriture qui précède un roman, Vie de Plante ou le Roman de Rémi. 
En 1970, Larose est parolier du groupe rock Dionysosformé par quelques étudiants du cégep de Valleyfield, dont Paul-André Thibert, Jean-Pierre Legault et certains de leurs amis. Très inspiré à l’époque par La Naissance de la tragédie de Nietzsche, il propose aux musiciens à la recherche d’un nom pour leur groupe celui du dieu grec de l’excès, de la passion et de la musique. Il rédige l’insert,et signe trois des chansons,de l’album Le Grand Jeu qui paraît en janvier 1971. L’année suivante, il compose les paroles de toutes les chansons du microsillon Le Prince croule. Les critiques sont très positives : le jeune parolier, dont les textes « sont minutieusement et méticuleusement travaillés, polis et vernis» « arrive à faire swinger (sic) la langue de Molière à la cadence [du] rock n’roll [des musiciens de Dionysos] »
En 1970, Larose crée la pièce Mardi-la-Verte, une simple opérette en trois actes au Séminaire-Collège de Valleyfield. Cette pièce sera jouée plus tard au Conservatoire d’art dramatique de Montréal. En 1972, la troupe de théâtre « La Braoule » la reprend au Théâtre national pendant tout l’été. Martial Dassylva, dans La Presse, démolit ce texte «aberrant » qui « se veut fantaisiste, surréaliste, énigmatique et dalidien (sic) et qui ne parvient qu’à être assommant ». Il ajoute : « [Mardi-la-Verte] possède toutes les caractéristiques de ces écrits qu’une acné littéraire trop intempestive fait commettre aux jeunes gens trop studieux ». Cela n’empêche pas Lorraine Pintal, en 1978, de mettre à nouveau la pièce en scène, à titre « d’exercice pédagogique » pour les étudiants du Conservatoire.
Après un doctorat de 3e cycle et une thèse sur Georges Bataille dirigée par Hélène Cixous (Paris VIII, 1978), Larose devient, en 1979, professeur de littérature à l’Université de Montréal. Jusqu’à sa retraite, en 2012,, il y enseigne la création littéraire et plusieurs auteurs, aussi bien français que québécois :  Baudelaire, Rimbaud, Verlaine, Proust, Rilke, Genet, Diderot, Malraux, St-Denys-Garneau, Gabrielle Roy, Réjean Ducharme...
L'ESSAYISTE, L'ÉCRIVAIN
En 1981, Larose publie Le Mythe de Nelligan où il propose une nouvelle lecture de l’œuvre du jeune poète.  Pour ce premier livre, il a été conseillé par le philosophe Claude Lévesque dont il s’est toujours senti proche intellectuellement. Larose est l’un des premiers à démystifier l’auteur du « Vaisseau d’or » en associant l’inconscient collectif de la nation québécoise à l’évolution personnelle du jeune poète qui aboutit à la psychose. Ainsi, Larose propose une lecture politique du Sujet-Nation. Cette idée qui fait de la littérature un révélateur du défi que pose la souveraineté politique annonce La Petite Noirceur, L’amour du pauvre et La Souveraineté rampante Selon l’analyse qu’en fait Laurent Mailhot, l’essai de Larose « [est] difficile à classer entre la déconstruction derridienne, la psychanalyse lacanienne, l’analyse textuelle et la lecture politique du Sujet-Nation ». Pour Gérald Gaudet, qui qualifie Le Mythe de Nelligan « d’étude brillante », le moment était venu de proposer une nouvelle façon de lire  « l’œuvre nelliganienne ». Certains affirment même que, depuis la parution de cet essai, « il est presque impossible de dire [le] nom Nelligan sans faire référence au mythe.
Cette même année, Larose signe son premier article dans la revue Liberté : « Sur l’idéologie dans Le Dictionnaire de la langue québécoise de Léandre Bergeron », et il est invité à se joindre au comité de rédaction (où il restera jusqu’en 1987).
À Liberté, sous le nouveau directeur François Ricard,collaborent François Hébert, René Lapierre, Robert Melançon, Yvon Rivard, André Belleau, Jacques Folch-Ribas, Fernand Ouellette, Jacques Godbout[5].Sous leur gouverne, « le contenu de la revue […]se fait plus original et plus mordant ». En avril 1992, l’article « Si je reviens à la Bande des six», malgré son titre évoquant le passage de l’essayiste à cette émission en 1991, n’a pas été écrit par Larose, mais est en fait un pastiche, dont les véritables auteurs font partie du comité de rédaction de la revue.
En 1987, Jean Larose recueille, dans La petite Noirceur, 13 essais dont plusieurs ont déjà été publiés dans la revue Liberté. Deux textes portant sur les campagnes référendaires du oui et du non sont, par ailleurs, des transcriptions de deux émissions de la série radiophonique Nationalisme et culture, diffusées en 1982 sur les ondes de CBF-FM. Le titre de l’essai est évocateur : Larose « superpo[se] l’image des années quatre-vingt sur celles des années duplessistes […] », celles de la « Grande Noirceur », dont le glas aurait sonné avec la Révolution tranquille, période de l’histoire du Québec associée à « l’irruption » des Québécois dans la « modernité ». Toutefois, pour l’essayiste, sous des dehors libérés, la nation québécoise n’est pas totalement affranchie.  En s’employant « à détecter des survivances [des] vieilles habitudes [des Québécois] »  il montre que « noirceur et modernité ne s’excluent pas l’une l’autre ». Sa « petite noirceur » est, par rapport à la précédente, « insidieuse »; il lui faut la « débusquer » , comme l’écrit Laurent Mailhot.  Les « idées reçues », la situation de la culture au Québec ainsi que le nationalisme sont autant de sujets débattus. S’affirmant « indépendantiste anti-nationaliste »,  Larose pose un regard critique sur le Québec aux lendemains de la défaite référendaire de 1980 qui a laissé un goût amer à certains; l’essayiste qualifiant cette période de « contexte de dépression ». Dans le chapitre consacré aux campagnes référendaires, il analyse les conceptions opposées de la souveraineté et de la culture développées par les deux camps. La « passivité », la « féminisation », la « lâcheté collective » de la société québécoise alimentent ses thèses . Le ton est nettement polémique et provocateur[13] dans la foulée de ce qui se pratique à Liberté : « Sache que chez nous la course est ouverte entre les hommes et les femmes, à qui prouvera le plus de féminité. Et on confond évidemment, québécitude oblige, féminité et absence de virilité. […] Nous sommes au vrai pays de Cocagne féministe de ceux qui haïssent la souveraineté sous toutes ses formes ».  Larose termine cette lettre adressée à une amie, qui constitue le dernier chapitre du recueil, ainsi : « […] j’ai entrepris des démarches pour me débarrasser de cette nationalité qui me répugne historiquement et qui me ridiculise à l’étranger. […] je cache autant que possible ma nationalité canadienne pour ne pas passer pour un épais ». L’essayiste reçoit, pour ce livre, le prix du Gouverneur général. Au Canada anglais on s’indigne qu’une telle récompense soit décernée à une œuvre qu’on considère anti-canadienne. Kenneth Louis Mac Googan, écrivain albertain, publiera même, en 1991, Canada’s Undeclared War pour répondre à Larose. Au Québec, les critiques concernant La Petite Noirceur sont très partagées. Pour Jean Éthier-Blais, le recueil est « un bouquet de rares fleurs » dans lequel se retrouve « la veine de l’esprit critique, ce rare diamant ». Gilles Marcotte, pour sa part, trouve que c’est un « livre tonifiant » présentant « une des écritures les plus incisives et les plus brillantes (et les plus modernes) ». En revanche, pour André Gaudreault, Larose « n’écrit pas clairement » et il ressemble, selon Marcel Fournier, « à un cow-boy pris au piège [qui] tire dans tous les sens ». Enfin, Paul-Christian Nolin dénonce « l’intolérance [qui] s’en donne à cœur joie » et Jean Basile écrit que le livre a quelque chose « de mesquin, et au pire, de vulgaire ».
En 1991, Larose reçoit le prix AQAC-Olivieri, qui récompense les meilleurs articles portant sur le cinéma, pour Le cheval du réel, dans lequel il analyse le film Alias Will James de Jacques Godbout. Cet article, publié dans la revue Quebec Studies, est repris dans L’Amour du pauvre qui paraît la même année.  Dans ce nouvel essai, Larose poursuit ses réflexions sur la société québécoise et la modernité. L’idée de pauvreté qui traverse le livre, tel « un leitmotiv », représente le « dénuement intellectuel et moral » de la nation québécoise, mais se veut aussi le possible « instrument d’une libération ».  Larose, inspiré par la pensée philosophiquedes présocratiques, de Freud, de Derrida, des frères Schlegel, de Nietzsche,  réfléchit à l’identité québécoise par le truchement de la littérature et défend le rôle que cette dernière devrait jouer en éducation au Québec. Il affirme que la littérature française fait partie intégrante de la culture québécoise : « […] c’est notre littérature. […] ce sont de nos ancêtres qui ont écrit les Essais de Montaigne et les tragédies de Racine ». À ce titre, elle devrait donc occuper une place importante dans le cursus scolaire, : « […] ne pas enseigner le Siècle des Lumières, c’est renvoyer tous les débats actuels à une genèse aveugle […] c’est occulter les sources du christianisme québécois, du combat québécois, de la littérature québécoise ». À cette époque, au Québec, l’éducation repose plutôt sur la « pédagogie du vécu », faisant ainsi en sorte que les enseignants n’imposent pas « de l’extérieur un savoir figé par la norme ou la tradition »; l’étudiant fait plutôt appel à « ses connaissances immédiates », il se prend comme « point de départ ». Elle encourage aussi l’enseignement de la « culture de masse » (romans policiers, bandes-dessinées), pourtant déjà très présente dans la société. Pour Larose, enseigner les grandes œuvres littéraires est essentiel puisqu’elles « [permettent] de s’écarter de soi, […] d’accueillir l’autre en soi ». En fait, écrit-il, « la littérature défait les identités, elle a même la vertu troublante de révéler l’étrangeté de ce qui nous semble le plus familier ». Dans son recueil, il déplore aussi que les intellectuels, au Québec, ne s’affirment pas, qu’ils ne fassent pas leur travail. Il explique cette réalité par le « contexte idéologique », celui de la « culture de masse » qui incite au « conformisme », qui fait en sorte que les intellectuels sont considérés comme « des gens qui veulent se mettre au-dessus des autres ».  Essai « au ton vif, spirituel, subtil et incisif », allant « à l’encontre des idées reçues et du conformisme ambiant », L’Amour du pauvre reçoit, en 1992, le prix Victor-Barbeau, décerné par l’Académie des lettres du Québec (anciennement Académie canadienne-française).  Comme c’est le cas pour tous les écrits de l’essayiste, les réactions sont contrastées.  L’œuvre est saluée, par certains, parce que la réflexion « complexe, lucide, choquante » qui s’y développe apparaît « essentielle à quiconque s’interroge sur la question de l’identité québécoise » ou parce qu’elle « témoigne d’un retour à la dignité littéraire, à la lucidité de [sic] Marc-Aurèle et, enfin, à la Virtu ».Toutefois, pour d’autres, L’Amour du pauvre est « franchement indigeste, [et] d’un prétentieux absolu ». C’est une œuvre présentant des « propositions frivoles », c’est « un livre de ressentiment, de mépris écrit par un exilé de l’intérieur, en rupture de ban avec un pays qu’il ne juge pas à sa hauteur ». Larose est même décrit par Pierre Foglia comme : « [étant] payé pour faire le mongol-fier au-dessus du vulgaire ». Les critiques négatives prennent une nouvelle tangente : on attaque l’auteur plutôt que l’œuvre.
Trois ans plus tard, en 1994, dans une entrevue donnée à Mathieu-Robert Sauvé, pour la parution de La Souveraineté rampante, Jean Larose s’étonne que son précédent recueil ait engendré autant « d’articles hostiles, de traits empoisonnés, d’ennemis publiquement déclarés ». Dans son nouveau livre, il règle d’ailleurs ses comptes avec ceux qui, depuis la parution de L’Amour du pauvre, n’ont cessé de l’attaquer, notamment Jacques Pelletier, professeur de littérature à l’UQAM, auteur des Nouveaux habits de la droite culturelle, Pierre Foglia et certains professeurs des sciences de l’éducation (voir l’onglet Polémiques, Querelles). Dans ce nouvel essai, Larose réaffirme la nécessité d’enseigner la littérature et continue de déplorer l’absence marquée des intellectuels québécois,. Inspiré par la pensée romantique allemande, défendue dans l’Athenaeum de Schlegel,  l’essayiste soutient l’idée de la souveraineté de la littérature : la littérature « est », elle n’a pas à se justifier, elle n’a pas à chercher l’approbation, l’unanimité, pour exister. Il en va de même de la souveraineté politique. Analyser les avantages ou les inconvénients de réaliser la souveraineté, en questionner la pertinence, chercher l’adhésion générale ne font qu’affaiblir le mouvement, qu’en « réduire [la] portée ». Ce que vit le mouvement souverainiste au Québec, sa difficulté à s’imposer, est mis en parallèle, par Larose, avec le système d’éducation défaillant dans lequel le rôle de la littérature est dévalué. « L’irrationnalité [,] la confusion » dans le discours[8], une « argumentation défaillante »et la présence « [de] clichés [parmi] les plus éculés » sont autant de reproches faits à La Souveraineté rampante.  La thèse défendue s’apparente même, pour certains, à de « l’absolutisme ». Pour Jean-François Nadeau, toutefois, cet essai « propose une prise de position solidement articulée en faveur de l’indépendance du Québec ».                            

## Polémique
Plusieurs polémiques et débats marquent la carrière de Larose, notamment avec Richard Martineau, Pierre Foglia et Mario Roy.

En 2002, il s'indigne contre l'abolition de plusieurs émissions littéraires à la Chaîne culturelle de Radio-Canada. Son article suscite de vives réactions, car il s'attaque directement à la politique de Robert Rabinovitch et à la direction de Sylvain Lafrance, qui privilégient dorénavant les émissions d'informations culturelles à celles qui autrefois interrogeaient le sens de l'œuvre. Il sonne ainsi l'alarme d'une manipulation politique canadienne qui vise aussi bien à castrer le contenu culturel québécois qu'à priver les intellectuels de leur tribune publique :

« C'est la première imposture de Lafrance et Rabinovitch, l'imposture culturelle. Elle date de la réforme Pépin-Lafrance de 1994, dont la liquidation d'aujourd'hui n'est que la phase terminale. Cette imposture a consisté à baptiser une radio «Chaîne culturelle» en même temps qu'on supprimait les trois quarts de ses «émissions culturelles». Quelle fatuité dans le mensonge ! Quel mépris impudent du public ! On abolit les émissions culturelles, on se proclame «Chaîne culturelle». Maintenant, toujours au nom de la culture, Robert Rabinovitch et Sylvain Lafrance décrètent que le public n'aura plus, nulle part, en aucun temps, droit à des émissions sur des livres durs à lire. Cette épuration finale est le couronnement de la «radio de toutes les cultures» !
Rabinovitch et Lafrance invoquent la «démocratie culturelle». Les émissions culturelles n'intéresseraient pas assez de monde. C'est la deuxième imposture, l'imposture démagogique. L'ignorance dirigeante ose s'autoriser de la démocratie pour trahir le mandat éducatif de Radio-Canada.
En réalité, l'ignorance dirigeante n'a pas hésité à créer elle-même le désastre qui servait ses projets, en l'occurrence à faire baisser les cotes d'écoute. Passages, par exemple, quand elle était diffusée le mardi à 17h, attirait 18 000 auditeurs. En 1994, la direction l'a subitement déplacée à 22h, l'auditoire est tombé à 1000 et on a menacé de la supprimer puisqu'elle n'intéressait personne. Politique traîtresse qui consiste à créer le défaut qui justifiera l'élimination du gêneur. Aujourd'hui, alors que Passages, toujours à 22h, avait regagné 12 000 auditeurs, on la tue sous prétexte de démocratie culturelle. Perversion du langage.
L'imposture démagogique prend également une autre forme : la régionalisation. Selon Lafrance et Rabinovitch, dans la francophonie canadienne, Ottawa et Vancouver comptent autant que Montréal. Il faut humilier l'autorité du Québec au profit d'une égalité régionale calquée sur le modèle anglo-canadien. Peut-être est-il vrai qu'au Canada, la pensée en anglais se fait à Winnipeg autant qu'à Toronto... En français, ce n'est pas le cas, on pense plus à Montréal qu'à Vancouver. C'est ici que se publient la plupart des livres, que vivent et circulent le plus d'écrivains, de philosophes, de sociologues, d'historiens, de psychanalystes.
Une fois que l'ignorance dirigeante a écarté toute valeur, toute tradition, tout sens profond de la culture, quand elle réussit à se croire compétente parce qu'ayant réduit la culture à sa propre médiocrité, elle n'admet plus que le décoratif et le rigolo, rien ne peut plus la retenir de fabriquer toujours plus d'insensé pour justifier son pouvoir. Folie au sommet, folie partout. »

## Inconduites sexuelles
En février 2018, l'« Université de Montréal reconnaît avoir toléré, faute de balises adéquates, des comportements "inacceptables" du professeur Jean Larose, parti à la retraite en 2011 à la suite d'une plainte pour attouchements et harcèlement sexuels qui a été rejetée. Un cas qui illustre, selon le recteur, les limites d'un processus disciplinaire " long, opaque, complexe", qui doit être changé». L'enquête de Rima Elkouri s'inscrit dans un climat de réflexions sur les relations de pouvoir, la place et les recours des survivantes et des survivants de violences sexuelles, les attouchements sexuels et les abus sexuels. Il s'agit de la première dénonciation québécoise d'un universitaire francophone, dans la foulée des mouvements de dénonciation des actes et des personnalités publiques ayant ou ayant eu des inconduites sexuelles, notamment par le mouvement #MeToo et #MoiAussi, suivi, au Québec, notamment par le mouvement #EtMaintenant,.
Qualifié de « secret de Polichinelle », l'affaire s'ébruite dans les médias, donnant lieu notamment à une entrevue avec le recteur Guy Breton et la vice-rectrice aux affaires étudiantes et aux études, Louise Béliveau, de l'Université de Montréal, ainsi qu'à un article où Larose tente de se défendre : «  J'ai toujours eu le plus grand respect pour les femmes en général », soutient-il. « Le langage emprunté pour me décrire fait que je deviens un Weinstein de l'université. Je deviens un monstre, un Barbe-Bleue. C'est la preuve que ce sont des inventions, des fabrications. » Dans l'entretien accordé à Rima Elkouri, Jean Larose reconnait néanmoins les faits allégués par deux des trois plaignantes, fait « qu'il considère comme une faute professionnelle » sans y voir « une situation de conflit d'intérêts ».
Selon M. Larose, ces allégations découlent d'une « vieille rivalité littéraire » avec l'écrivain Yvon Rivard, conjoint de Mélissa Grégoire, une des ex-étudiantes avec qui il a eu une relation intime et qui, selon lui, ne lui a jamais pardonné de ne pas l'aimer. Rivard est aussi l'auteur de l'essai Aimer, enseigner (Boréal, 2012), un livre, récompensé par le Prix du Gouverneur général, où il dénonce la « prédation sexuelle » pratiquée par des professeurs.
De son côté, Yvon Rivard dit n'avoir jamais accusé Jean Larose d'inconduites sexuelles, mais il maintient la lecture qu'il a faite, dans Aimer, enseigner, de l'article de Larose, « À corps perdu, corps défendant » dans lequel Larose salue « une nouvelle culture sans sublimation » et écrit « qu'il n'est pas sûr qu'il soit toujours mauvais pour un mineur d'être aimé par un adulte ». Rivard voit dans ce texte une défense ou une justification théorique de telles inconduites.

## Ouvrages

### Essais
- Google goulag, nouveaux essais de littérature appliqué, 2015, Montréal, Éditions du Boréal (978-2-7646-2390-9)
- Essais de littératures appliqués, 2015, Montréal, Éditions du Boréal (978-2-7646-2356-5)
- La Souveraineté rampante, 1994, Montréal, Éditions du Boréal (978-2-89052-664-8)
- Rimbaud (1994)
- L'Amour du pauvre, 1991, Montréal, Éditions du Boréal (978-2-89052-444-6) et Coll. Boréal compact, 1998, Montréal, Éditions du Boréal (978-2-89052-901-4)
- La Petite Noirceur, 1987, Montréal, Éditions du Boréal (978-2-89052-182-7)
- Le Mythe de Nelligan (1981)

### Romans
- Première jeunesse (1998)
- Dénouement (2006)

### Articles et chapitres d’ouvrages (sélection)
- « Le temps d'une voix », Études françaises, vol. 17, nos 3-4,‎ octobre 1981, p. 87-96 (lire en ligne).
- « Le cours poème », Études françaises, vol. 33, no 1,‎ printemps 1997, p. 17-23 (lire en ligne).
- « Littérature tropicale », Liberté, vol. 41, no 5,‎ octobre 1999, p. 88-92 (lire en ligne).
- « Ce qui est resté du prado battu au sang : par Francis Bacon », Vie des arts, vol. 53, no 215,‎ été 2009, p. 85-87

### Revues et journaux
- Arts
- Études françaises
- Liberté
- Le Devoir
- Possibles
- Québec français
- The Ottawa Citizen
- Philosopher
- Jeu
- Revue belge du cinéma
- Québec Studies
- La libre pensée
- Écrits du Canada français
- Le Messager de l'Europe

## Distinctions
- Prix du Gouverneur général (1987) pour La Petite Noirceur
- Prix Victor-Barbeau (1992) pour l'Amour du Pauvre
- Prix AQAC-Olivieri